# Mosiera cuspidata
Mosiera cuspidata là một loài thực vật có hoa trong Họ Đào kim nương. Loài này được Salywon mô tả khoa học đầu tiên năm 2007.